# Maria Theresia Haze
Maria Theresia Haze (* 27. Februar 1782 in Lüttich; † 7. Januar 1876 ebenda) war eine belgische Ordensfrau und die erste Generaloberin der Töchter vom heiligen Kreuz. Sie wurde 1991 in Rom seliggesprochen.

## Leben
Johanna Haze wollte wie ihre zwei Jahre ältere leibliche Schwester Ferdinanda Ordensschwester sein. Sie unterrichteten arme Mädchen im Nähen und Stricken und pflegten unversorgte Kranke. Als 1832 die Freischule der Schwestern in ein neues Gebäude verlegt wurde, konnten vier Klassen geführt werden, und zwei weitere gleichgesinnte Frauen schlossen sich an. Ihr Beichtvater war der Kaplan Johann Wilhelm Habets, Rektor und Beichtvater des Karmelitinnenklosters in Lüttich. Der Bischof beauftragte Habets mit der Abfassung der Regel und bestätigte sie 1833. Am 8. September 1833 fand die Feier der Stiftung der Genossenschaft und die Einkleidung der Ordensfrauen statt. Die drei Mitschwestern bei der Gründung starben 1834 und 1835, während die Oberin Maria Theresia ein hohes Alter erreichte.